# 카프리 팬츠

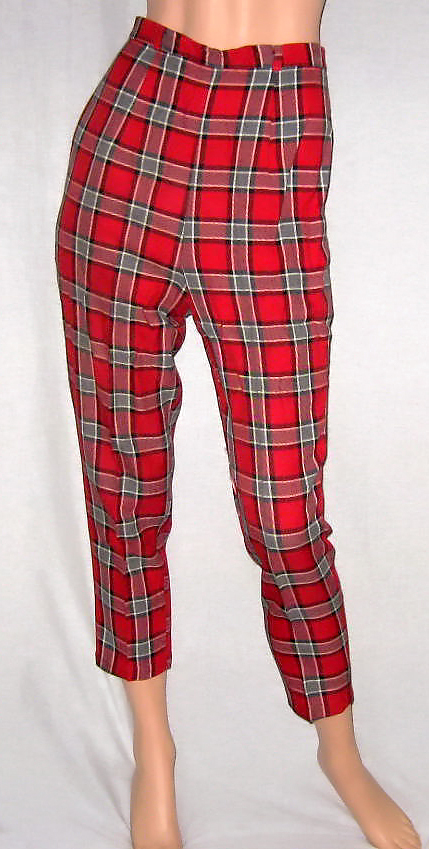
카프리 팬츠

카프리 팬츠(Capri pants)는 반바지보다 길지만 일반적인 바지 만큼 길지는 않은 바지다. 카프리 팬츠는 짧은 길이의 슬림 바지를 통틀어 부르는 용어이며, 발목뼈에서 끝나는 바지를 지칭하는 특정 용어로도 사용된다.